# Dancecomp
Die Dancecomp (Eigenschreibweise: danceComp) ist nach eigenen Angaben eins der größten jährlichen Tanzsportfestivals in Europa. Der Tanzsportverband Nordrhein-Westfalen ist der Ausrichter, der Veranstaltungsort ist die Historische Stadthalle in Wuppertal.

## Geschichte

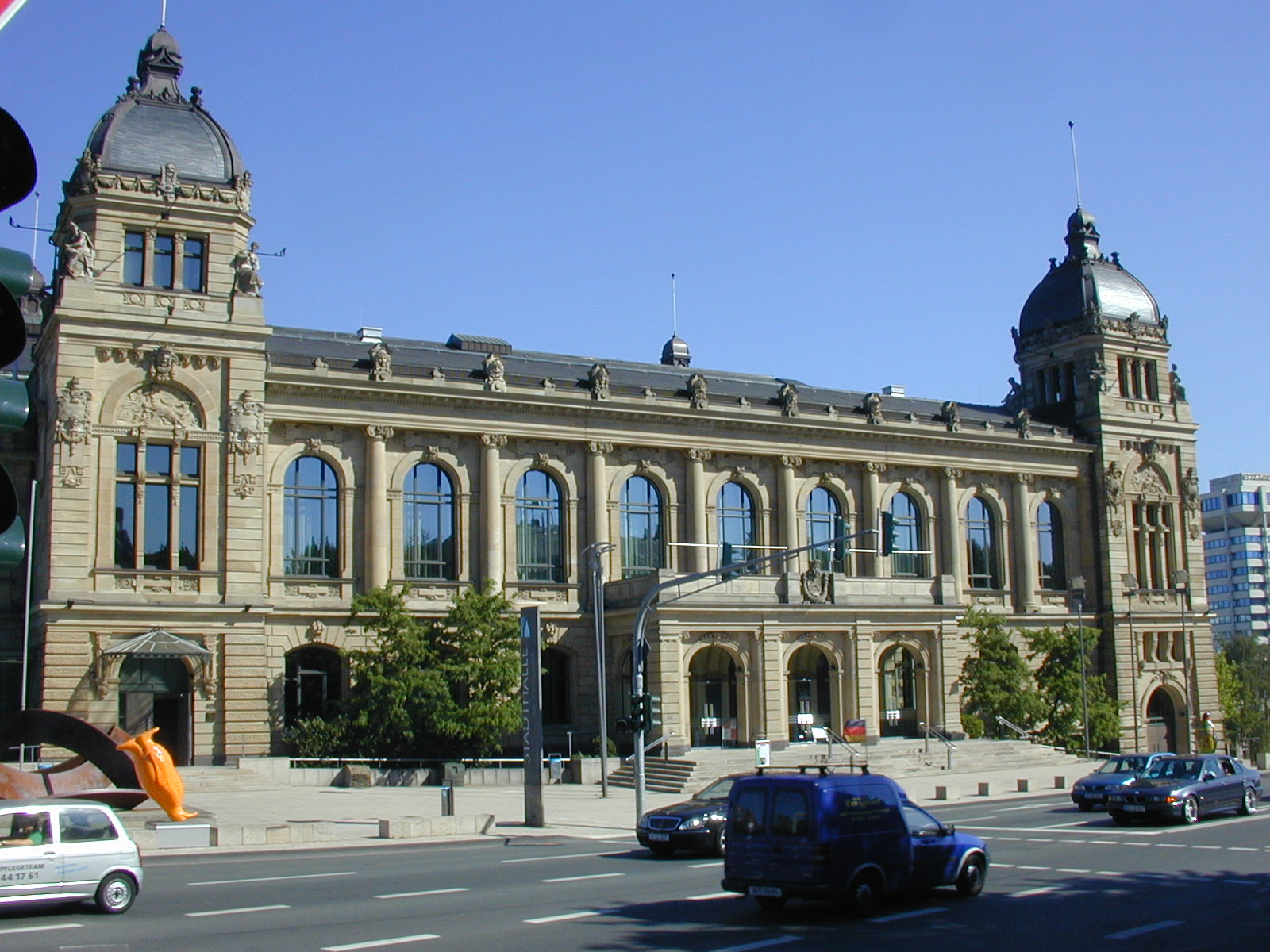
Historische Stadthalle Wuppertal, Südfassade mit Haupteingang

2004 fand die erste Dancecomp in Wuppertal statt. 24 nationale Turniere wurden bei der ersten Großveranstaltung angeboten. Zwölf Kinder-, Junioren- und Jugendturniere mit insgesamt 91 Startmeldungen, zwei Rollstuhlturniere mit zwölf Paaren und zwölf in der Hauptgruppe und bei den Senioren. Insgesamt gingen 222 Paare an den Start.
Die Jugend erhielt zwischenzeitlich mit dem „Winter Dance Festival“ eine eigene internationale Veranstaltung.
2018 wurde die 15. Auflage dieses Ereignisses, das immer Anfang Juli stattfindet, veranstaltet. Dazu hatten sich für Freitag bis Sonntag, den 6. bis 8. Juli zahlreiche internationale Paare angemeldet, bis kurz vor Meldeschluss waren mehr als 2250 Startmeldungen aus der ganzen Welt eingegangen. Tanzpaare aus 26 Nationen waren dabei.